# Imécourt

Imécourt este o comună în departamentul Ardennes din nordul Franței. În 1 ianuarie 2022 avea o populație de 43 de locuitori.